# Physcaeneura pione
Physcaeneura pione är en fjärilsart som beskrevs av Frederick DuCane Godman 1880. Physcaeneura pione ingår i släktet Physcaeneura och familjen praktfjärilar. Inga underarter finns listade i Catalogue of Life.

## Bildgalleri

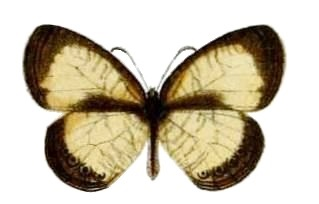